# Paraustrochernes
Paraustrochernes är ett släkte av spindeldjur. Paraustrochernes ingår i familjen blindklokrypare.
Kladogram enligt Catalogue of Life:
| Paraustrochernes | \| \| Paraustrochernes novaeguineensis \| \| \| \| \| \| Paraustrochernes victorianus \| \| \| \| |
|                  | \| \| Paraustrochernes novaeguineensis \| \| \| \| \| \| Paraustrochernes victorianus \| \| \| \| |
|                  | Paraustrochernes novaeguineensis                                                                  |
|                  |                                                                                                   |
|                  | Paraustrochernes victorianus                                                                      |
|                  |                                                                                                   |